# 張弘毅
張弘毅（1950年4月30日—2006年5月11日），籍貫山東、出生於臺灣高雄市，作曲家，曾4次榮獲金馬獎最佳音樂獎，並得到金曲獎、金嗓獎、金鼎獎、亞太影展等獎項等音樂和電影獎項的肯定。2006年5月11日，因心臟病病逝於上海，享年56歲。2007年，追頒第18屆金曲獎特別貢獻獎。

## 簡歷
張弘毅就讀高雄市立第三初級中學（今高雄市立獅甲國民中學）時，開始隨教官在學校的樂隊學習吹奏小喇叭。後來進入道明中學，繼續小喇叭的修習，也參加了學校的合唱團。服役期間，分發到中華民國憲兵憲光藝工隊，負責樂隊的演奏，這段時間的密集訓練培養了音樂演奏的技藝。1977年，畢業於中國文化大學土地資源學系。1979年，取得助教獎學金，赴美國柏克理音樂學院，最初修的是爵士樂作曲；隨後便轉到電影作曲學系，師承Don Wilkins Milk Gibes，進修電影音樂、傳統西洋樂、爵士樂及百老匯舞台劇之作曲與編曲。
1982年，張弘毅回到台灣，此時正值台灣電影新浪潮，於是有很多音樂創作的機會；張弘毅從美國帶回來的音樂觀念和作法，使得總習慣以罐頭音樂或依賴一首主題曲貫徹影片的資深影人開始思索是否要撥出更多預算在音樂上以呈現豐富的視聽效果，因而也替後繼工作者開創了一條光明的道路。張弘毅最欣賞的作曲家為《阿拉伯的勞倫斯》和《齊瓦哥醫生》的法國作曲家莫里斯·賈爾，張弘毅的曲風也和賈爾強調主題動機的音樂風格接近，從劇本上找到聲音的架構，用樂曲來鋪陳內容。
1985年，張弘毅成立「豐采音樂企業有限公司」，自任負責人。1989年，豐采音樂增設音樂教育出版部門。2015年，豐采音樂解散。
張弘毅曾任國立政治大學廣播電視學系兼任講師，教授音樂概論，曾經四次榮獲金馬獎最佳音樂獎，並多次榮獲亞太影展、金嗓獎、金曲獎、金鼎獎。他的作品橫跨古典音樂、流行音樂與影視界。電影作品有《玉卿嫂》、《我這樣過了一生》、《看海的日子》、《稻草人》、《策馬入林》、《尼羅河的女兒》等數十部。作曲及製作的專輯則有許景淳、曾慶瑜、堂娜、趙詠華等歌手。
2001年應張毅導演邀請前往上海，於琉璃工房成立的TMSK樂團擔任音樂總監，創作新民樂作品。

## 參與節目
- 臺灣電視公司《就在今夜》主題曲作曲
- 中國電視公司《黃金五線譜》（播出期間：1986年11月8日～1987年8月9日）主持人[2]
- 中華電視公司《莒光園地》片頭曲作曲、編曲、指揮
- 公共電視節目《第一現場》編曲[3]
- 公共電視節目《小小消費者》音效指導
- 公共電視節目《意外時刻》音樂設計
- 中華民國公共電視台籌備委員會《春花望露》片頭曲編曲
- 1997年國際視聽傳播公司代理老三台節目錄影帶版權宣告畫面背景音樂

## 代表作
電影配樂,共計40餘部
玉卿嫂
張毅導演
1984年
金馬獎最佳原作音樂獎
第29屆亞太影展最佳音樂獎
國四英雄傳
麥大傑導演 
1985年
金馬獎最佳改編音樂獎
我這樣過了一生
張毅導演
1985年
我兒漢生
張毅導演
1986年
我的愛
張毅導演
1986年
尼羅河女兒
侯孝賢導演
1987年
金馬獎最佳原作音樂獎
稻草人
王童導演
1988年
老科的最後一個秋天
李祐寧導演
1988年
金馬獎最佳原著音樂提名
三個女人的故事
關錦鵬導演
1989年
金馬獎最佳原著音樂獎
晚春情事
陳耀圻導演
1989年
第34屆亞太影展最佳音樂提名
兄弟珍重
蔡揚名導演
1990年
金馬獎最佳原著音樂獎提名
禪說阿寬
小野編劇
1994年
第三十一屆金馬獎評審特別獎(動畫鼓勵獎)
美麗在唱歌
林正盛導演
1996年

電視主題曲
玫瑰人生(許景淳)  金鼎獎最佳演唱獎  
金嗓獎最佳編曲和最佳詞曲等獎項
還君明珠(堂娜)
隨風而逝(曾慶瑜)
希望之鴿(趙詠華)
紅塵有愛(蔣修蓉)
從來不肯對你說(趙詠華)1989年            第一屆金曲獎最佳作曲﹑最佳編曲和最佳年度歌曲三項入圍
好久(張學友)

唱片作曲、編曲及製作:
沙漠‧駱駝‧男人‧女人
李度
1990年      
第二屆金曲獎最佳作曲﹑最佳編曲﹑最佳作詞和最佳年度歌曲六項入圍
80年代美麗的哀愁（台語）
張清芳
1991年    
第三屆金曲獎最佳編曲入圍
阿姆的頭鬘
簡文秀
1991年       	          
金鼎獎最佳演唱獎﹑最佳唱片獎入圍     
流離人生
許景淳
1992年    	           
第四屆金曲獎最佳編曲獎
我的夢
流行金曲交響夜
1993年趙詠華
忘我的愛
李曾文惠女士
趙詠華；陳容
八十三年金鼎獎最佳編曲獎
追尋
林志炫
1996年
收錄於《追尋·倫敦星空下》專輯
舞台劇作曲配樂:
大鼻子情聖 （页面存档备份，存于）
果陀劇場

## 外部連結
- 張弘毅在互联网电影资料库（IMDb）上的資料（英文）（英文）
- 在AllMovie上張弘毅的頁面（英文）
- 張弘毅在香港影庫上的簡介
- 張弘毅在豆瓣上的资料（简体中文）
- 張弘毅在时光网上的簡介（简体中文）